# Neon Knights
«Neon Knights» (рус. Неоновые рыцари) — песня британской хеви-металической группы Black Sabbath, вышедшая в 1980 году на первом альбоме без участия Оззи Осборна Heaven and Hell. Песня была выпущена как сингл и достигла 22-го места в британском чарте.
«Neon Knights» была последней песней, записанной музыкантами для их альбома Heaven and Hell. Она была быстро записана в студии Feber в Париже ввиду нехватки материала для первой стороны пластинки. Текст песни был написан Дио. Песня отличается по темпу от остальных на альбоме, потому что, по словам Айомми, «мы чувствовали, что нам нужна быстрая песня вроде этой, чтобы сбалансировать более медленные песни альбома».

## Список композиций
(Vertigo #SAB 3)
1. «Neon Knights» — 3:49
2. «Children of the Sea» (концертная запись) — 6:30

## Участники записи
- Ронни Джеймс Дио — вокал
- Тони Айомми — гитара
- Гизер Батлер — бас-гитара
- Билл Уорд — ударные

## Позиции в чартах
| Год  | Чарт             | Позиция |
| ---- | ---------------- | ------- |
| 1980 | UK Singles Chart | 22      |

## Кавер-версии
- Iron Savior — альбом 1999 года Unification.
- Steel Prophet — альбом 2000 года Genesis.
- Turbo — альбом 2001 года Awatar.
- Westworld — альбом 2002 года Cyberdreams.
- Queensrÿche — альбом 2007 года Take Cover.
- Sapattivuosi — альбом 2009 года Ihmisen merkki.
- Warrior — альбом 2010 года Neon Knights — A Tribute to Black Sabbath[4].
- Anthrax — альбом 2014 года Ronnie James Dio — This Is Your Life.